# Escut de Tordera
L'escut oficial de Tordera té el següent blasonament:
Escut caironat: de sinople, un tord d'or. Per timbre, una corona mural de vila.

## Història
Va ser aprovat el 18 d'octubre de 1984 i publicat al DOGC el 21 de novembre del mateix any amb el número 487. Es va publicar una correcció d'errades el 28 del mateix mes al DOGC número 489.
Armes parlants: el tord fa referència al nom de la vila.